# 塔塔里夫

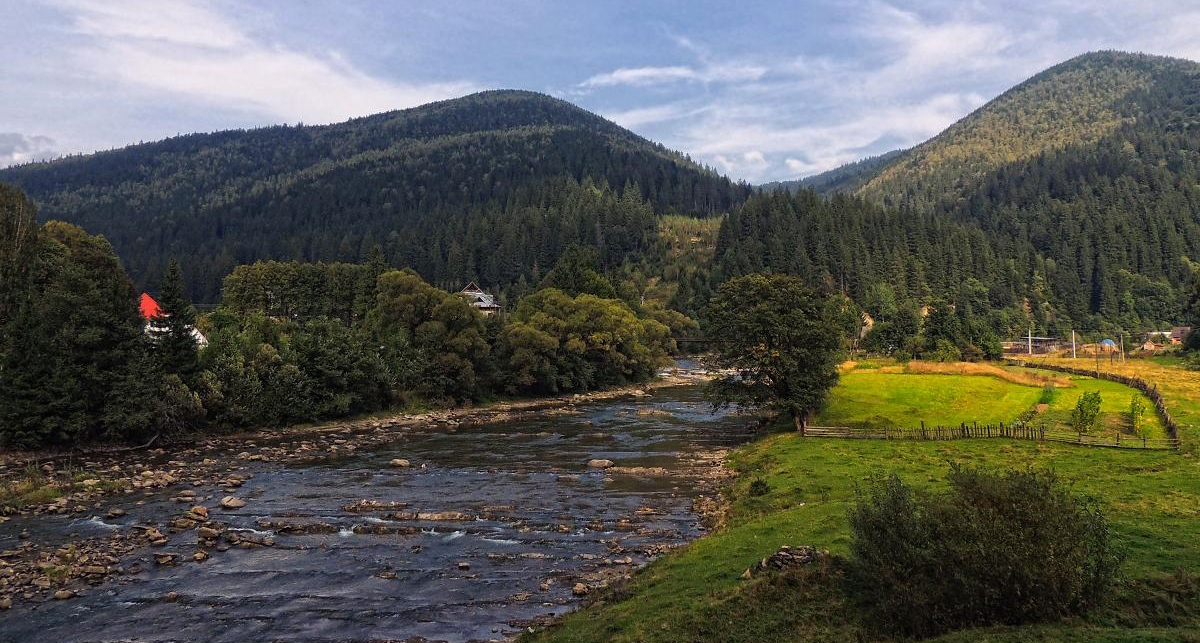
风景

塔塔里夫（烏克蘭語：Татарів），是烏克蘭西部伊萬諾-弗蘭科夫斯克州纳德维尔纳区沃罗赫塔市镇内的村落。處於普魯特河畔，始建於1671年，面積4.92平方公里，海拔高度750米，2001年人口1,508。